# Unió d'armes

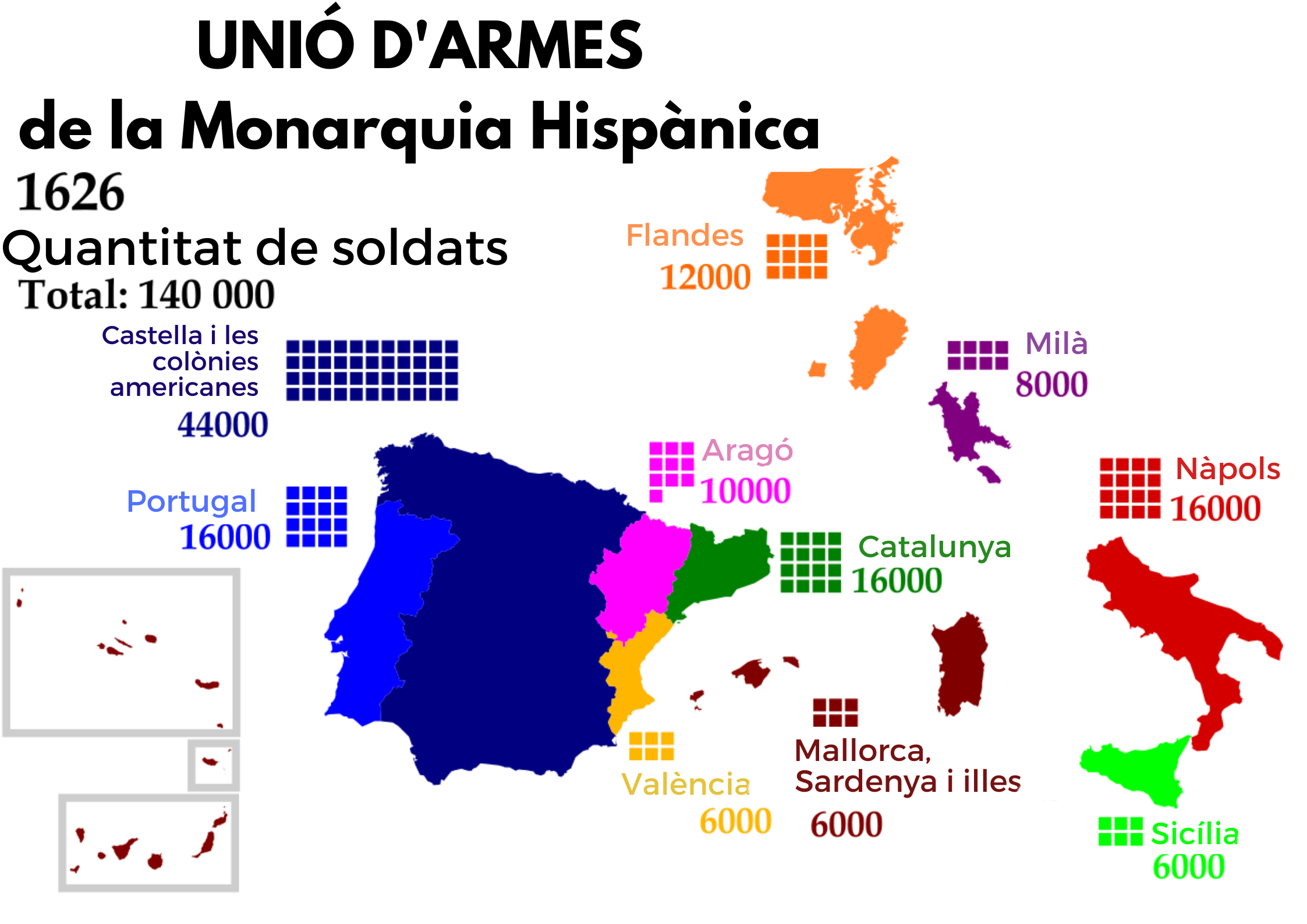
Unió d'Armes del comte-duc d'Olivares 1626

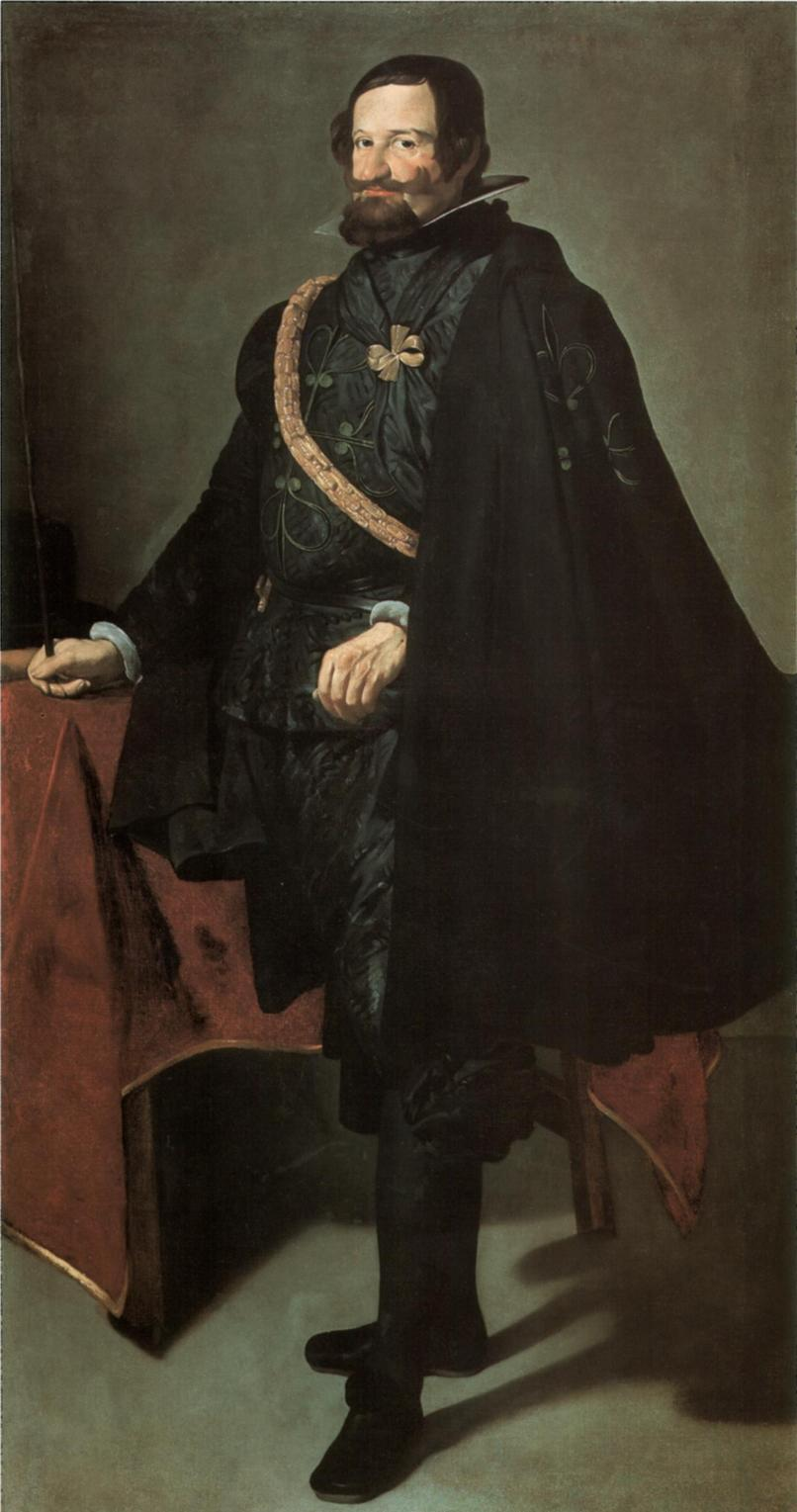
Retrat de Gaspar de Guzmán y Pimentel, comte-duc d'Olivares

La Unió d'armes fou un organisme militar instaurat per decret el 25 de juliol de 1626 pel comte-duc d'Olivares, primer ministre de Felip IV de Castella i III d'Aragó, amb la finalitat de fer contribuir tots els regnes de la monarquia hispànica al manteniment d'un exèrcit comú de 140.000 homes, aportats i mantinguts segons una proporció fixa.
El repartiment proposat per Olivares era el següent:
- Corona de Castella i el seu Imperi de les Índies, 44.000 soldats.
- Regne de Portugal, 16.000 soldats.
- Principat de Catalunya, 16.000 soldats.
- Regne de Nàpols, 16.000 soldats.
- Flandes, 12.000 soldats.
- Regne d'Aragó, 10.000 soldats.
- Ducat de Milà, 8.000 soldats.
- Regne de València, 6.000 soldats.
- Regne de Sicília, 6.000 soldats.

Després de més d'un segle de guerres ininterrompudes, Castella va passar de ser la corona espanyola més rica i dinàmica a una regió empobrida amb greus problemes de despoblament.
A partir de 1626 el rei va anar convocant les diferents corts, d'Aragó i València però dels 10.000 i 6.000 soldats, va obtenir només la contribució de 2.000 i 1.000 soldats a l'any durant 15 anys (144.000 i 72.000 ducats a l'any respectivament).

## Principat de Catalunya
El 26 de març de 1626 Felip IV va fer la seva entrada triomfal a Barcelona i l'endemà va jurar les Constitucions catalanes, quedant sancionat com a sobirà del Principat de Catalunya amb el títol de Comte de Barcelona. Poc després es van inaugurar les corts catalanes amb la lectura de la proposició reial preparada per Salvador Fontanet i que va ser llegida pel protonotari Jerónimo de Villanueva.
Felip IV va trobar una gran oposició per part dels tres braços (les quals componen les corts catalanes) a la creació de la Unió d'Armes, ni tan sols quan Olivares va proposar canviar els soldats per un "servei" de 250.000 ducats anuals durant quinze anys, o per un " servei "únic de més de tres milions de ducats. Els braços estaven més interessats que s'aprovessin les seves propostes de noves Constitucions catalanes i que s'atenguessin els "greuges" contra els oficials reials que s'havien acumulat des de la celebració de les últimes corts catalanes a 1599.
Com que les sessions s'allargaven sense que s'arribés a tractar el tema que l'havia portat allí (la Unió d'armes), el rei Felip IV va abandonar precipitadament Barcelona el 4 de maig de 1626 sense clausurar les Corts.
De Catalunya pretenia obtenir 250.000 ducats a l'any, la negociació va ser àrdua i sense èxit. El projecte fou rebutjat a les corts de Barcelona del 1626, del 1632, del 1635 i de 1640, ja que un decret de les corts castellanes no podia obligar a recaptar diners a Catalunya.
Finalment Olivares va publicar la Unió d'Armes, malgrat que Catalunya no s'hi adherís. També va assignar al Perú una quota per valor de 350.000 ducats i a Mèxic 250.000 ducats per a la defensa del comerç transatlàntic, si bé les colònies ja tenien una càrrega impositiva alta similar a la de Castella.